# West Alexander (Pensilvania)
West Alexander es un área no incorporada ubicada en el condado de Washington en el estado estadounidense de Pensilvania. En el año 2000 tenía una población de 320 habitantes y una densidad poblacional de 785 personas por km². West Alexander fue disuelto como borough el 1 de enero de 2009 dentro del municipio de Donegal.

## Geografía
West Alexander se encuentra ubicada en las coordenadas 40°6′15″N 80°30′28″O / 40.10417, -80.50778.

## Demografía
Según la Oficina del Censo en 2000 los ingresos medios por hogar en la localidad eran de $26,563 y los ingresos medios por familia eran $30,625. Los hombres tenían unos ingresos medios de $29,271 frente a los $21,364 para las mujeres. La renta per cápita para la localidad era de $13,815. Alrededor del 17.8% de la población estaba por debajo del umbral de pobreza.